# 莱菔叶千里光
莱菔叶千里光（学名：Senecio raphaniifolius）是菊科千里光属的植物。分布于印度、缅甸、不丹、尼泊尔以及中国大陆的西藏等地，生长于海拔2,700米至4,400米的地区，多生在草甸、草坡、山地林下及河岸边，目前尚未由人工引种栽培。

## 异名
- Senecio diversifolius Wall. ex DC.